# Zelandomyia pallidula
Zelandomyia pallidula là một loài ruồi trong họ Limoniidae. Chúng phân bố ở miền Australasia.